# Синтия Стоун
Синтия Стоун (англ. Sintia Stone, род. 17 июня 1982 года, Амстердам) — нидерландская порноактриса, лауреат премии AVN Awards.

## Биография
Родилась в июне 1982 года в Амстердаме. Дебютировала в порноиндустрии в 2004 году, в возрасте 22 лет. Некоторые из её первых работ: Pussy Worship, Amateur Angels 20, Penetrate Me.
Однако работами, которые помогли обрести известность в индустрии, стали фильмы режиссёра Джона Стальяно, основателя Evil Angel — Fashionistas Safado: The Challenge и Fashionistas Safado: Berlin. За последний фильм Стоун в 2008 году была награждена премией AVN Awards в категории «лучшая групповая сцена» совместно с Начо Видалем, Аннетт Шварц, Джудит Фокс и Ванессой Хилл.
Ушла из индустрии в 2010 году, снявшись в общей сложности в 34 фильмах.

## Премии
| Год  | Церемония  | Результат | Номинация              | Работа                      |
| ---- | ---------- | --------- | ---------------------- | --------------------------- |
| 2008 | AVN Awards | Победа    | Лучшая групповая сцена | Fashionistas Safado: Berlin |